# Dagva Enkhtaivan
Dagva Enkhtaivan (26 november 1982) is een Mongolisch voetballer die als aanvaller speelt bij Khasin Khulguud uit Mongolië waar hij in 2007 topscorer werd van de Mongolia Premier League. Hij speelt ook voor het Mongolisch voetbalelftal, daar werd hij in 2007 voor opgeroepen.
| seizoen     | club            | land              | competitie              | wed. | goals |
| ----------- | --------------- | ----------------- | ----------------------- | ---- | ----- |
| 2006/07     | Khasin Khulguud | Vlag van Mongolië | Mongolia Premier League | ?    | ?     |
| 2007/08     | Khasin Khulguud | Vlag van Mongolië | Mongolia Premier League | ?    | 26    |
| 2008/09     | Khasin Khulguud | Vlag van Mongolië | Mongolia Premier League | ?    | ?     |
| Bijgewerkt: | 31-05-2008      |                   | Totaal                  | ?    | 26    |